# مرعة هندرسون
مُرَعة هندرسون أو مُرَعة حمراء العين (الاسم العلمي: Porzana atra)، هو نوع من الطيور عديمة الطيران تتبع فصيلة التفلقية. وتستوطن جزيرة هندرسون في جنوب شرق المحيط الهادئ. موئلها الطبيعي الغابات الكثيفة والمفتوحة.
يُقدر عدد جمهرة هذا النوع بـ 5,600 فردًا بالغًا، أي ما يعادل تقريبًا 8,500 فردًا إجمالاً.